# Bukrus Faukani
Bukrus Faukani (arab. بقرص فوقاني) – miejscowość w Syrii, w muhafazie Dajr az-Zaur. W 2004 roku liczyła 6577 mieszkańców.